# Episodi di The Main Chance (prima stagione)
La prima stagione della serie televisiva The Main Chance, composta da 6 episodi, è stata trasmessa nel Regno Unito sulla ITV dal 18 giugno al 23 luglio 1969.
In Italia, la serie è tuttora inedita.
| nº | Titolo originale             | Titolo italiano | Prima TV originale | Prima TV Italia |
| -- | ---------------------------- | --------------- | ------------------ | --------------- |
| 1  | What About Justice?          |                 | 18 giugno 1969     |                 |
| 2  | Body and Soul                |                 | 25 giugno 1969     |                 |
| 3  | The Professional             |                 | 2 luglio 1969      |                 |
| 4  | Liar's Dice                  |                 | 9 luglio 1969      |                 |
| 5  | The Privilege of Justice     |                 | 16 luglio 1969     |                 |
| 6  | With All My Worldly Goods... |                 | 23 luglio 1969     |                 |